# Jean Rotrou
Jean de Rotrou (Dreux, 21 agosto 1609 – Dreux, 28 giugno 1650) è stato uno scrittore e drammaturgo francese.

## Biografia
Divenuto il successore di Alexandre Hardy come commediografo stipendiato dall'Hôtel de Bourgogne, Rotrou si rivelò fecondissimo scrittore, assai apprezzato dai suoi contemporanei e di preciso rilievo nella storia del teatro francese.
Le sue commedie d'intrigo, o le sue tragedie ispirate a temi e motivi della letteratura classica, rivelano un'autentica validità e sono sorrette da una robusta impostazione drammatica.
Della sua abbondante produzione restano circa 30 opere; tra le più note citiamo: 
- Bélisaire - (Belisario, del 1643);
- Venceslas - (Venceslao, del 1647);
- Iphigénie en Aulide (Ifigenia in Aulide, del 1639-1640).